# Moebjergarctus
Genre
Moebjergarctus est un genre de tardigrades de la famille des Halechiniscidae. 

## Liste des espèces
Selon Actual checklist of Tardigrada species :
- Moebjergarctus clarionclippertonensis Bai, X. Wang, Zhou, Lin, Meng & Fontoura, 2020
- Moebjergarctus manganis Bussau, 1992
- Moebjergarctus okhotensis Saulenko, Maiorova, Martínez Arbizu & Mordukhovich, 2022

## Publication originale
- (en) Christian Bussau, « New deep-sea Tardigrada (Arthrotardigrada, Halechiniscidae) from a manganese nodule area of the eastern South Pacific », Zoologica Scripta, 1992, vol. 21, no 1, p. 79-91.